# Diplodonta bogii
Diplodonta bogii is een tweekleppigensoort uit de familie van de Ungulinidae. De wetenschappelijke naam van de soort is voor het eerst geldig gepubliceerd in 2004 door van Aartsen.